# Norwegischer Fußballpokal der Männer 1970
Der norwegische Fußballpokal 1970 (kurz auch NM-Cup 1970 genannt) war die 65. Austragung des Fußballpokalwettbewerbs der Männer. Pokalsieger wurde Titelverteidiger Strømsgodset IF. Das Team setzte sich im Finale gegen den SFK Lyn Oslo durch. Strømsgodset sicherte sich eine Woche zuvor schon den Meistertitel und startete deshalb im Europapokal der Landesmeister. Der Startplatz für den Europapokal der Pokalsieger 1971/72 ging dadurch an den unterlegenen Pokalfinalisten.

## 1. Runde
| Datum      |                     | Ergebnis  |                    |
| ---------- | ------------------- | --------- | ------------------ |
| 03.06.1970 | Odds BK             | 3:0       | FK Jerv            |
| 04.06.1970 | Rosenborg Trondheim | 4:0       | Neset FK           |
| 05.06.1970 | Arna TIL            | 1:0       | Ny-Krohnborg IL    |
|            | Askim FK            | 2:1       | Sagene IF          |
|            | IF Borg             | 0:4       | Fram Larvik        |
|            | Brann Bergen        | 2:1 n. V. | Florvåg IF         |
|            | Brevik IL           | 0:3 n. V. | SK Stag            |
|            | IL Bryn             | 3:1       | Clausenengen FK    |
|            | Bryne FK            | 5:1       | Vigrestad IK       |
|            | Buøy IL             | 3:3 n. V. | IL Brodd           |
|            | SBK Drafn           | 3:2       | SK Kampørn         |
|            | Egersunds IK        | 1:4       | SK Ulf             |
|            | Eidsvold IF         | 0:2       | Brumunddal IL      |
|            | Eik IF              | 0:2       | Teie IF            |
|            | Elverum FK          | 1:2 n. V. | Ham-Kam            |
|            | SK Falken           | 0:1       | Ranheim IL         |
|            | Fana IL             | 2:3 n. V. | IL Bjarg           |
|            | Flekkefjord FK      | 1:1 n. V. | Kvinesdal IL       |
|            | Fredrikstad FK      | 2:0       | Tistedalen TIF     |
|            | Geithus IL          | 1:2 n. V. | Mjøndalen IF       |
|            | Gossen IL           | 1:4       | Skarbøvik IF       |
|            | Grue IL             | 5:1       | Frigg Oslo FK      |
|            | Hamar IL            | 2:0       | Brekken IL         |
|            | Harstad IL          | 3:0       | Tromsø IL          |
|            | SK Haugar           | 3:0       | SK Jarl            |
|            | IL Hødd             | 4:1       | SK Herd            |
|            | IL Jotun            | 3:1       | IL Varegg          |
|            | Kirkenes IF         | 1:2       | Honningsvåg TIF    |
|            | Kongsvinger IL      | 1:0       | Eidsvold Turn      |
|            | Kopervik IL         | 1:0       | SK Vard Haugesund  |
|            | Kristiansund FK     | 2:0       | Molde FK           |
|            | FK Kvik Trondheim   | 3:1       | SK Nessegutten     |
|            | Langevåg IL         | 2:1       | Aalesunds FK       |
|            | Larvik Turn         | 4:0       | Bamble IF          |
|            | Lisleby FK          | 3:0       | Kjelsås IL         |
|            | Mo IL               | 3:0       | SFK Bodø-Glimt     |
|            | Moss FK             | 0:2       | Østsiden IL        |
|            | Måløy IL            | 4:5       | Bergsøy IL         |
|            | Odda IL             | 6:0       | Årstad IL          |
|            | Os TF               | 0:2       | IL Sandviken       |
|            | Rakkestad IF        | 2:1       | Aurskog IL         |
|            | Raufoss IL          | 2:0       | Reinsvoll IF       |
|            | Raumnes & Årnes IL  | 3:4       | Lillestrøm SK      |
|            | Rindal IL           | 0:1       | Løkken IF          |
|            | Røros IL            | 2:1       | Nordre Trysil IL   |
|            | Sandefjord BK       | 1:3 n. V. | FK Ørn             |
|            | Skeid Oslo          | 6:0       | Gamlebyen IF       |
|            | Sogndal IL          | 1:0       | Lena IF            |
|            | Stabæk IF           | 2:1       | Kvik Halden FK     |
|            | Start Kristiansand  | 1:1 n. V. | FK Donn            |
|            | IL Stein            | 0:1       | FK Mjølner         |
|            | IL Stjørdals-Blink  | 3:1       | Strinda IL         |
|            | Strindheim IL       | 0:3       | Nidelv IL          |
|            | Strømmen IF         | 0:2       | Ullensaker/Kisa IL |
|            | IL Sverre           | 1:3       | Steinkjer FK       |
|            | Trosvik IF          | 1:2       | Sarpsborg FK       |
|            | Tønsbergs TF        | 2:6       | Strømsgodset IF    |
|            | Ulefoss SF          | 0:8       | IF Pors            |
|            | Vardal IF           | 0:2       | FK Gjøvik Lyn      |
|            | FK Vidar            | 0:4       | Viking Stavanger   |
|            | Vindbjart FK        | 1:1 n. V. | FK Vigør           |
|            | Vålerenga Oslo      | 0:2       | IF Ready           |
|            | Ørsta IL            | 2:1       | Tornado FK         |
| 07.06.1970 | Bærum SK            | 0:3       | SFK Lyn Oslo       |

### Wiederholungsspiele
| Datum      |              | Ergebnis |                    |
| ---------- | ------------ | -------- | ------------------ |
| 14.06.1970 | IL Brodd     | 2:4      | Buøy IL            |
|            | Kvinesdal IL | 1:5      | Flekkefjord FK     |
|            | FK Donn      | 1:5      | Start Kristiansand |
|            | FK Vigør     | 1:2      | Vindbjart FK       |

## 2. Runde
| Datum      |                    | Ergebnis  |                     |
| ---------- | ------------------ | --------- | ------------------- |
| 25.06.1970 | Vindbjart FK       | 0:3       | Odds BK             |
| 26.06.1970 | Arna TIL           | 2:6       | Brann Bergen        |
|            | IL Bjarg           | 0:2       | SK Haugar           |
|            | Brumunddal IL      | 1:4       | Grue IL             |
|            | Buøy IL            | 0:1       | Bryne FK            |
|            | Fram Larvik        | 0:1       | Stabæk IF           |
|            | FK Gjøvik Lyn      | 1:0       | Sogndal IL          |
|            | Ham-Kam            | 3:0       | Kongsvinger IL      |
|            | IL Hødd            | 2:1       | Ørsta IL            |
|            | FK Kvik Trondheim  | 3:0       | IL Stjørdals-Blink  |
|            | Langevåg IL        | 3:2       | Bergsøy IL          |
|            | Lillestrøm SK      | 0:1       | Raufoss IL          |
|            | Løkken IF          | 0:1 n. V. | Ranheim IL          |
|            | FK Mjølner         | 2:0       | Honningsvåg TIF     |
|            | Mjøndalen IF       | 4:0       | Hamar IL            |
|            | Nidelv IL          | 2:1       | Mo IL               |
|            | IF Pors            | 5:1       | Larvik Turn         |
|            | IF Ready           | 1:0       | IL Jotun            |
|            | IL Sandviken       | 1:0 n. V. | Odda IL             |
|            | Sarpsborg FK       | 1:2       | Askim FK            |
|            | Skarbøvik IF       | 0:1       | Kristiansund FK     |
|            | SK Stag            | 1:1 n. V. | Start Kristiansand  |
|            | Steinkjer FK       | 5:0       | Harstad IL          |
|            | Strømsgodset IF    | 6:0       | Rakkestad IF        |
|            | Teie IF            | 0:1       | Lisleby FK          |
|            | SK Ulf             | 1:1 n. V. | Kopervik IL         |
|            | Ullensaker/Kisa IL | 0:1       | Skeid Oslo          |
|            | Viking Stavanger   | 5:1       | Flekkefjord FK      |
|            | Østsiden IL        | 1:2 n. V. | SBK Drafn           |
| 27.06.1970 | SFK Lyn Oslo       | 5:0       | Røros IL            |
| 28.06.1970 | IL Bryn            | 0:4       | Rosenborg Trondheim |
|            | FK Ørn             | 0:2       | Fredrikstad FK      |

### Wiederholungsspiel
| Datum      |                    | Ergebnis |         |
| ---------- | ------------------ | -------- | ------- |
| 04.07.1970 | Start Kristiansand | 3:1      | SK Stag |
|            | Kopervik IL        | 2:0      | SK Ulf  |

## 3. Runde
| Datum      |                     | Ergebnis  |                   |
| ---------- | ------------------- | --------- | ----------------- |
| 26.07.1970 | Askim FK            | 1:2       | Mjøndalen IF      |
|            | Skeid Oslo          | 2:1       | Nidelv IL         |
|            | Stabæk IF           | 1:0       | FK Mjølner        |
|            | Grue IL             | 2:6 n. V. | Ham-Kam           |
|            | Raufoss IL          | 4:2       | FK Kvik Trondheim |
|            | Odds BK             | 0:2       | SFK Lyn Oslo      |
|            | Kristiansund FK     | 0:5       | IL Hødd           |
|            | Rosenborg Trondheim | 4:1       | Langevåg IL       |
|            | Ranheim IL          | 0:1       | Steinkjer FK      |
|            | Start Kristiansand  | 2:4       | Strømsgodset IF   |
|            | SK Haugar           | 1:1 n. V. | IL Sandviken      |
|            | Brann Bergen        | 2:0       | Kopervik IL       |
| 28.07.1970 | Lisleby FK          | 2:1       | IF Pors           |
| 29.07.1970 | Bryne FK            | 2:0 n. V. | Viking Stavanger  |
|            | Fredrikstad FK      | 5:0       | IF Ready          |
|            | SBK Drafn           | 2:4       | FK Gjøvik Lyn     |

### Wiederholungsspiel
| Datum      |              | Ergebnis |           |
| ---------- | ------------ | -------- | --------- |
| 29.07.1970 | IL Sandviken | 1:4      | SK Haugar |

## 4. Runde
| Datum      |                 | Ergebnis  |                     |
| ---------- | --------------- | --------- | ------------------- |
| 09.08.1970 | SFK Lyn Oslo    | 2:1       | SK Haugar           |
|            | Strømsgodset IF | 2:1       | Raufoss IL          |
|            | Mjøndalen IF    | 1:1 n. V. | Skeid Oslo          |
|            | FK Gjøvik Lyn   | 2:1       | Rosenborg Trondheim |
|            | Ham-Kam         | 2:1       | Lisleby FK          |
|            | Bryne FK        | 1:1 n. V. | Brann Bergen        |
|            | IL Hødd         | 0:1 n. V. | Stabæk IF           |
|            | Steinkjer FK    | 3:1       | Fredrikstad FK      |

### Wiederholungsspiele
| Datum      |              | Ergebnis  |              |
| ---------- | ------------ | --------- | ------------ |
| 20.08.1970 | Skeid Oslo   | 0:1       | Mjøndalen IF |
|            | Bryne FK     | 0:0 n. V. | Brann Bergen |
| 27.08.1970 | Brann Bergen | 3:0       | Bryne FK     |

## Viertelfinale
| Datum      |               | Ergebnis |                 |
| ---------- | ------------- | -------- | --------------- |
| 30.08.1970 | Brann Bergen  | 0:2      | SFK Lyn Oslo    |
|            | FK Gjøvik Lyn | 0:3      | Ham-Kam         |
|            | Stabæk IF     | 2:4      | Strømsgodset IF |
|            | Steinkjer FK  | 2:1      | Mjøndalen IF    |

## Halbfinale
| Datum      |                 | Ergebnis  |              |
| ---------- | --------------- | --------- | ------------ |
| 04.10.1970 | SFK Lyn Oslo    | 0:0 n. V. | Steinkjer FK |
|            | Strømsgodset IF | 7:0       | Ham-Kam      |

### Wiederholungsspiel
| Datum      |              | Ergebnis |              |
| ---------- | ------------ | -------- | ------------ |
| 18.10.1970 | Steinkjer FK | 0:1      | SFK Lyn Oslo |

## Finale
| Strømsgodset IF                             | Strømsgodset IF | SFK Lyn Oslo | SFK Lyn Oslo |
| ------------------------------------------- | --- | --- | ------------ |
| Strømsgodset IF                             | \| Finale \| \| 25. Oktober 1970 in Oslo (Ullevaal-Stadion) \| \| Ergebnis: 4:2 (1:2) \| \| Zuschauer: 25.744 \| \| Schiedsrichter: Einar Røed \| \| Spielbericht \|                                                                                                   | \| Finale \| \| 25. Oktober 1970 in Oslo (Ullevaal-Stadion) \| \| Ergebnis: 4:2 (1:2) \| \| Zuschauer: 25.744 \| \| Schiedsrichter: Einar Røed \| \| Spielbericht \|                                                                            | SFK Lyn Oslo |
| Strømsgodset IF                             | Inge Thun (86. Ole Johnny Friise) – Arild Mathisen, Jan Kristiansen, Tor Alsaker-Nøstdahl, Erik Eriksen – Odd Arild Amundsen (86. Håvard Beckstrøm), Egil Olsen – Bjørn Odmar Andersen, Steinar Pettersen, Thorodd Presberg, Ingar Pettersen Cheftrainer: Einar Larsen | Svein Bjørn Olsen – Jan Rodvang, Helge Østvold, Tore Børrehaug, Knut Kolle – Arild Gulden, Andreas Morisbak – Ola Dybwad Olsen, Jon Palmer Austnes, Trygve Christophersen, Sven Otto Birkeland (57. Aasmund Sandland) Cheftrainer: Per Mosgaard | SFK Lyn Oslo |
| Strømsgodset IF                             | 1:1 Thorodd Presberg (30. Elfmeter) 2:2 Thorodd Presberg (46.) 3:2 Ingar Pettersen (67.) 4:2 Ingar Pettersen (69.) | 0:1 Trygve Christophersen (10.) 1:2 Trygve Christophersen (37.) | SFK Lyn Oslo |
| Finale                                      | | |              |
| 25. Oktober 1970 in Oslo (Ullevaal-Stadion) | | |              |
| Ergebnis: 4:2 (1:2)                         | | |              |
| Zuschauer: 25.744                           | | |              |
| Schiedsrichter: Einar Røed                  | | |              |
| Spielbericht                                | | |              |